# محراب کلیسا

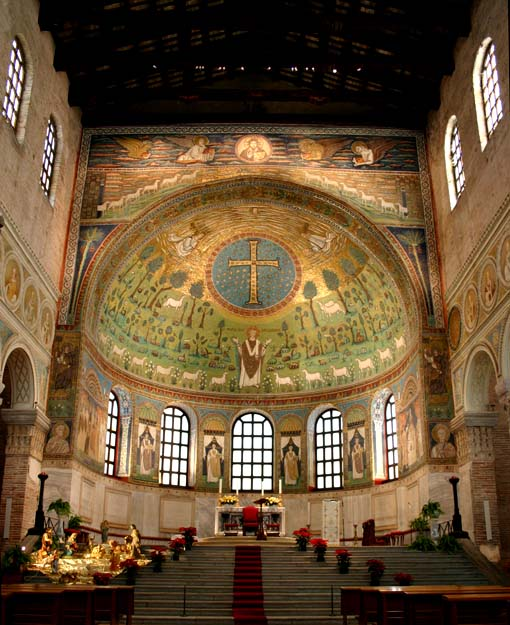
نمونه‌ای از محراب کلیساهای دوره بیزانتین

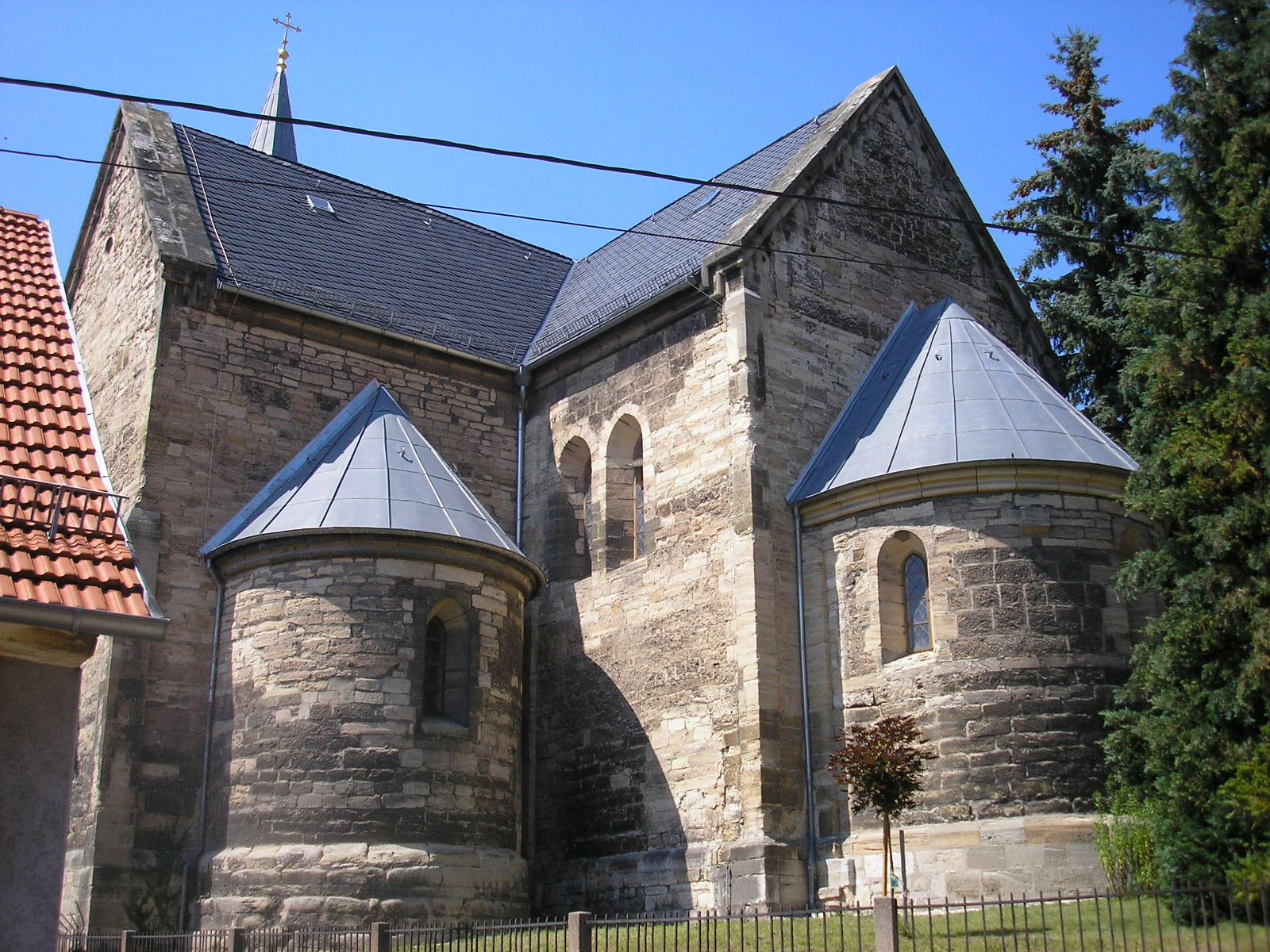
دو تابوک در کلیسای شهر ترفوت آلمان.

محراب کلیسا (به انگلیسی: Apse) یا تابوک (نام‌های دیگر: مُخارجه، محراب گنبددار) در معماری رومی به فضای متقارنی که به وسیلهٔ نیم‌کره یا نیم‌طاق پوشیده شده‌است گفته می‌شود و برون‌نشسته در ساختمان کلیساها هستند که شکلی نیم‌دایره دارند و گنبدی نیم‌کره‌ای نیز بر آن‌ها قرار دارد بعضی تابوک‌ها دیواره‌ای چندضلعی دارند.
در معماری رومی، معماری روم شرقی و معماری گوتیک دیر مسیحی، کلیسای جامع و معماری کلیسا به صورت دایره‌وار در ساختمان اصلی در بالای قربانگاه بدون توجه به شکل سقف قرار می‌گیرد. ممکن است شکل سقف کلیسا تخت، شیبدار، گنبدی شکل، کروی باشد.

## نگارخانه

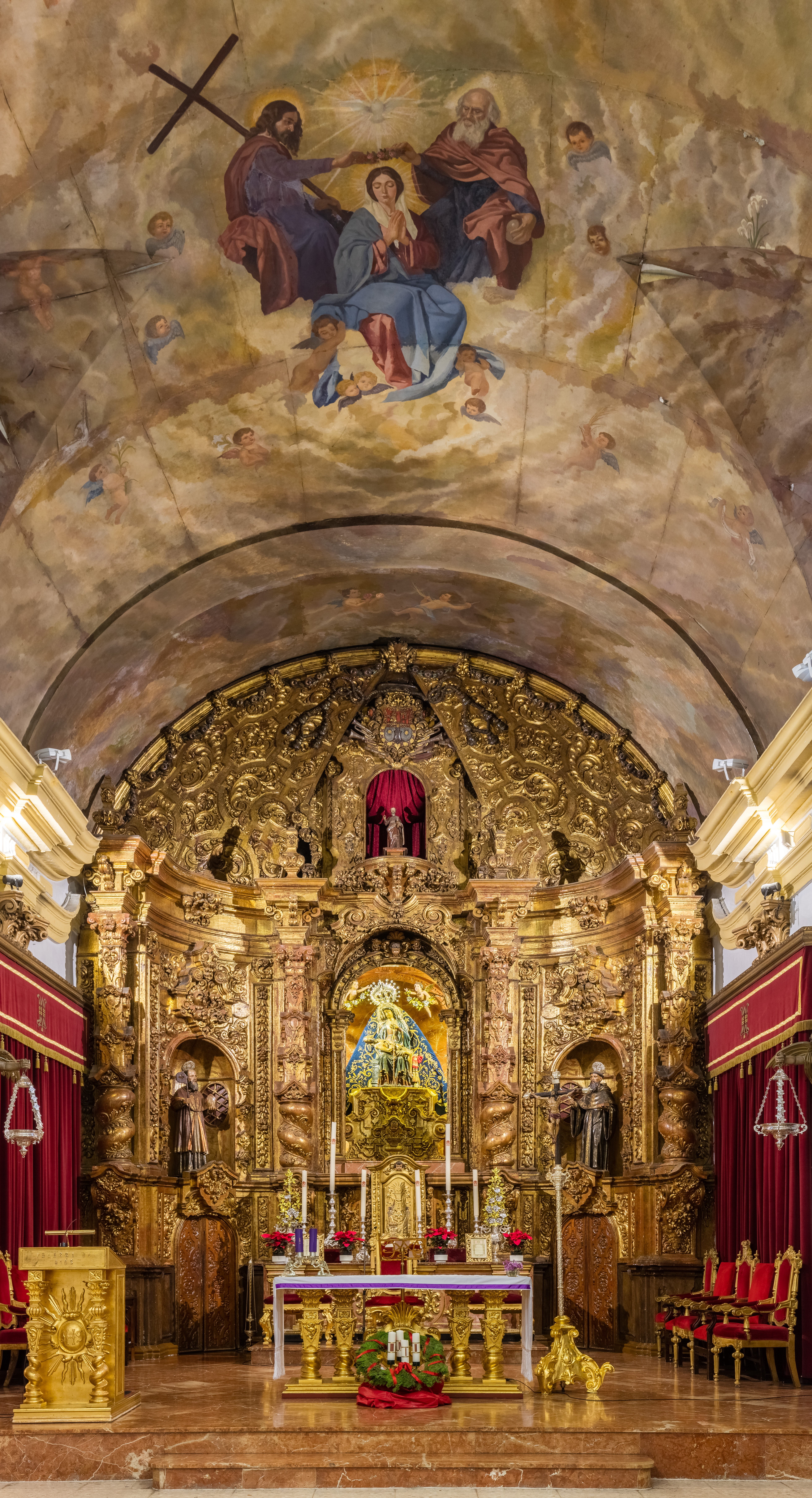
نمایی داخلی از محراب پناهگاه سانتا ماریا دِ آفریقا
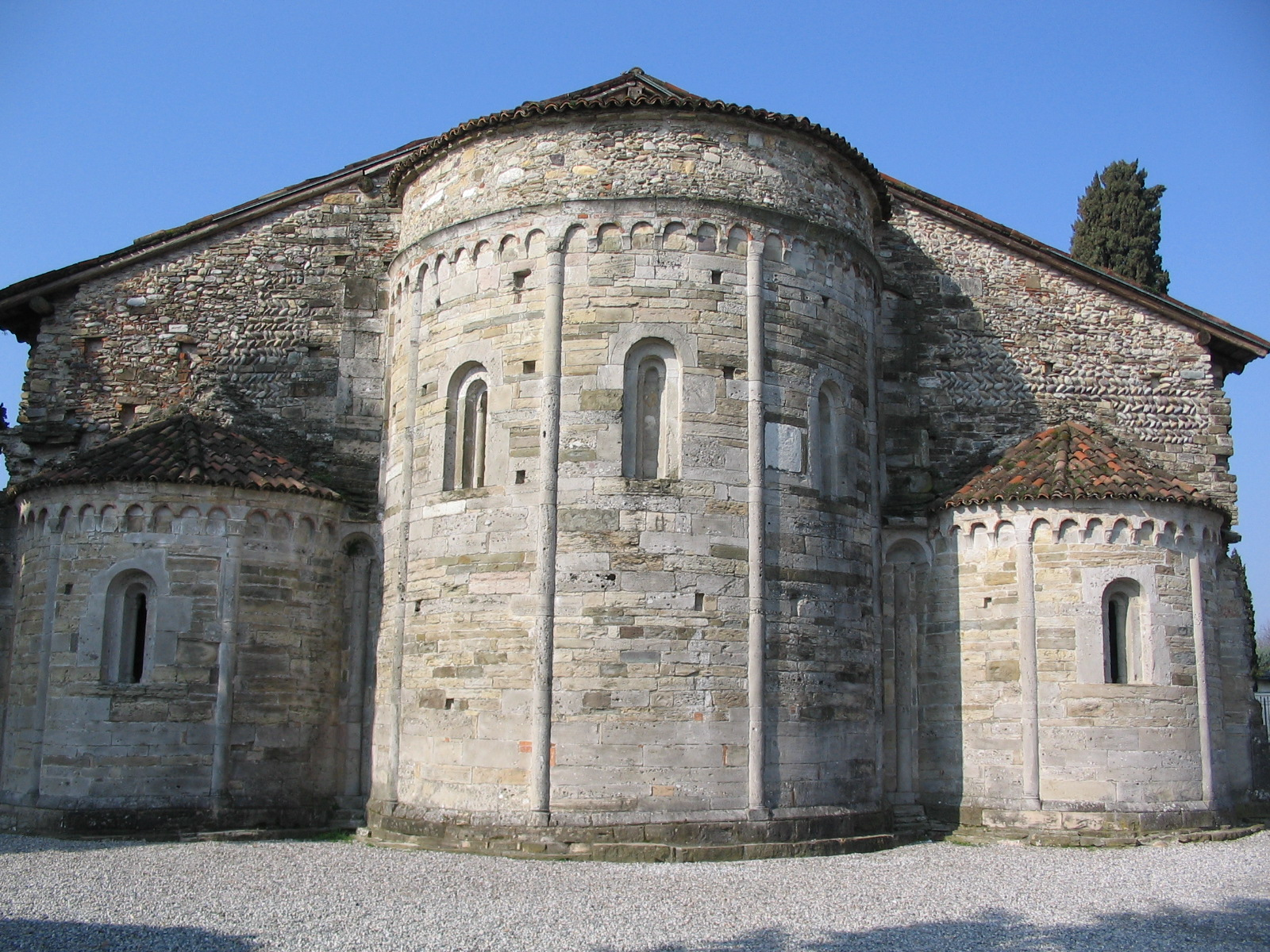
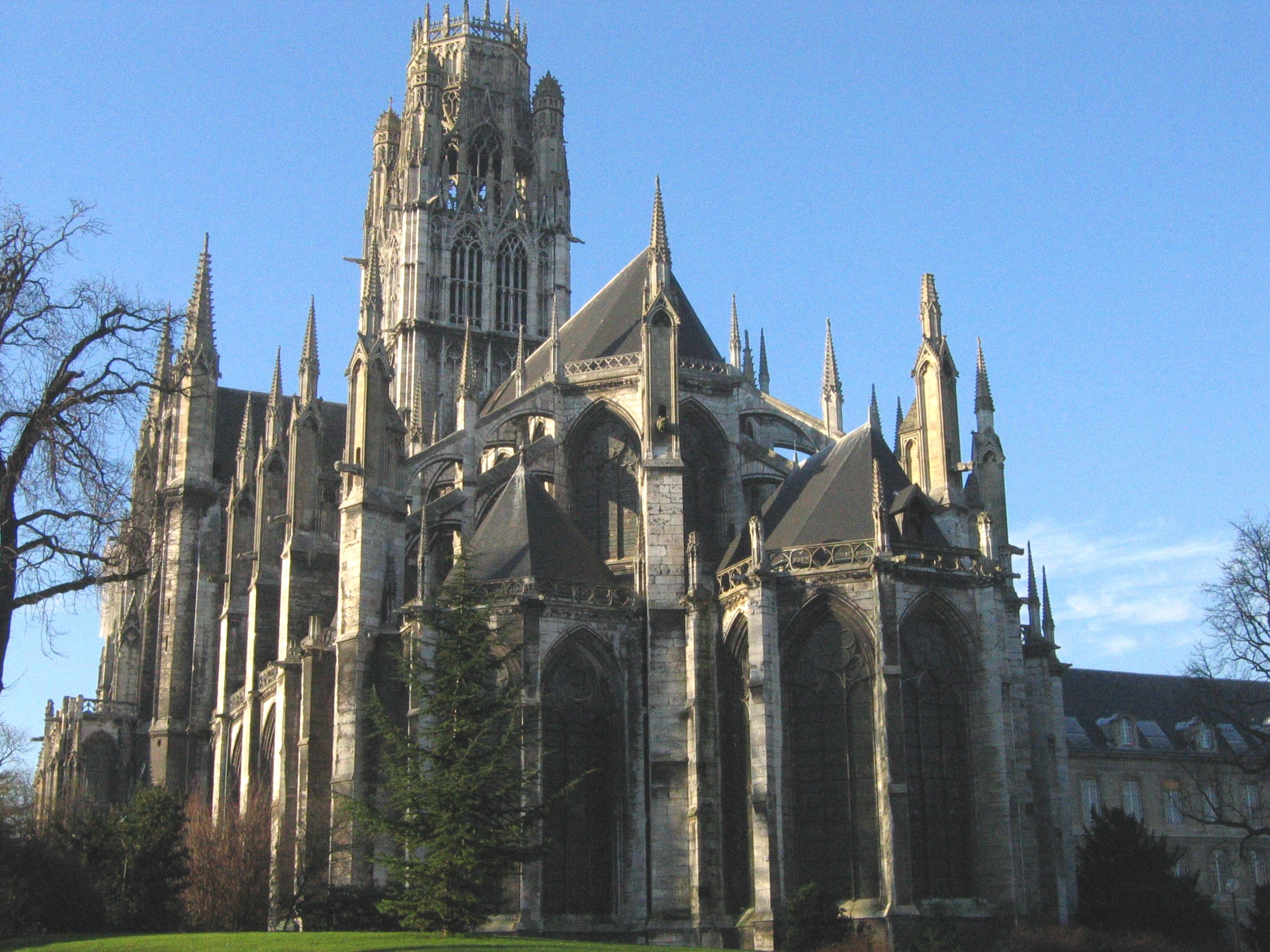
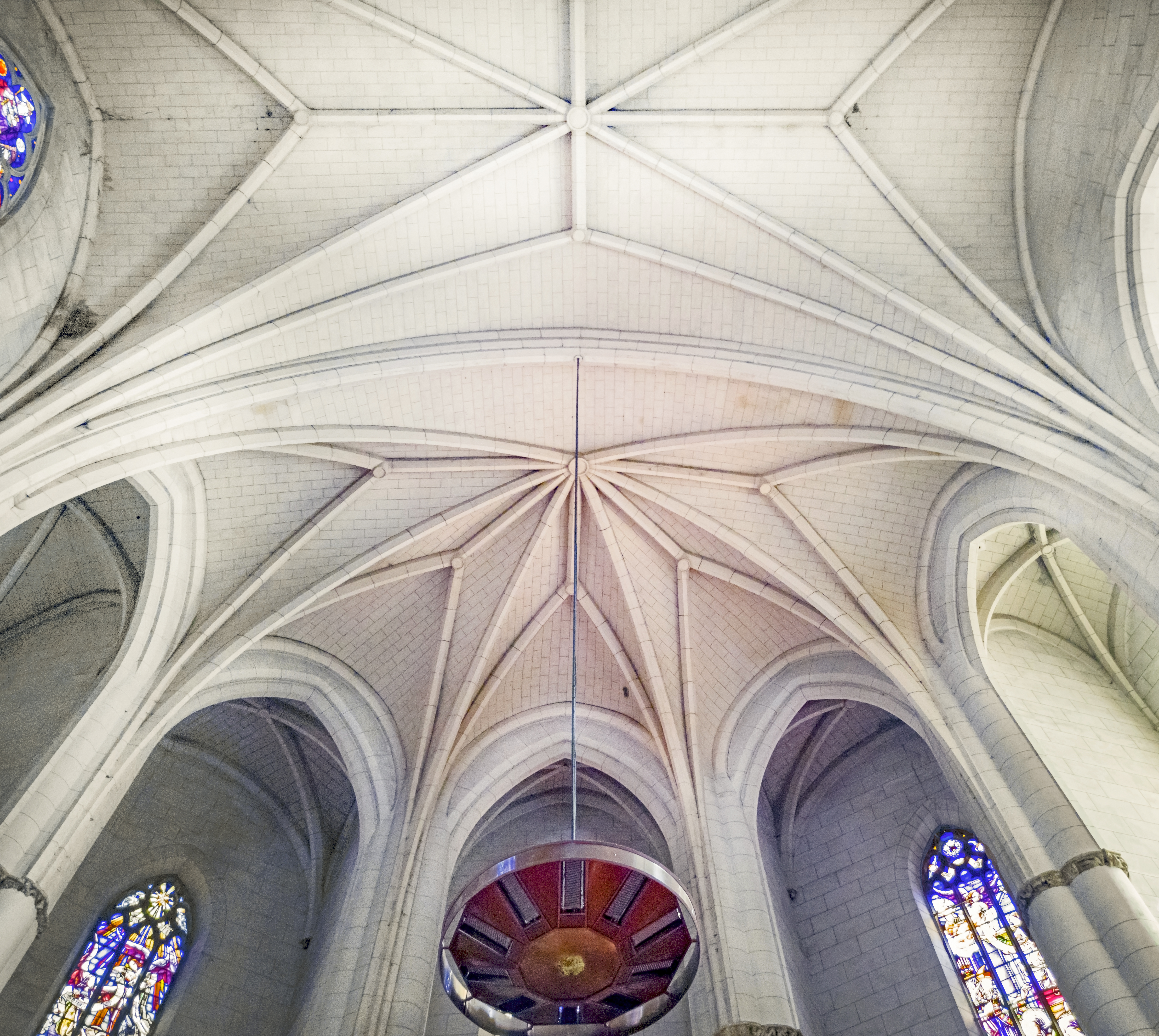
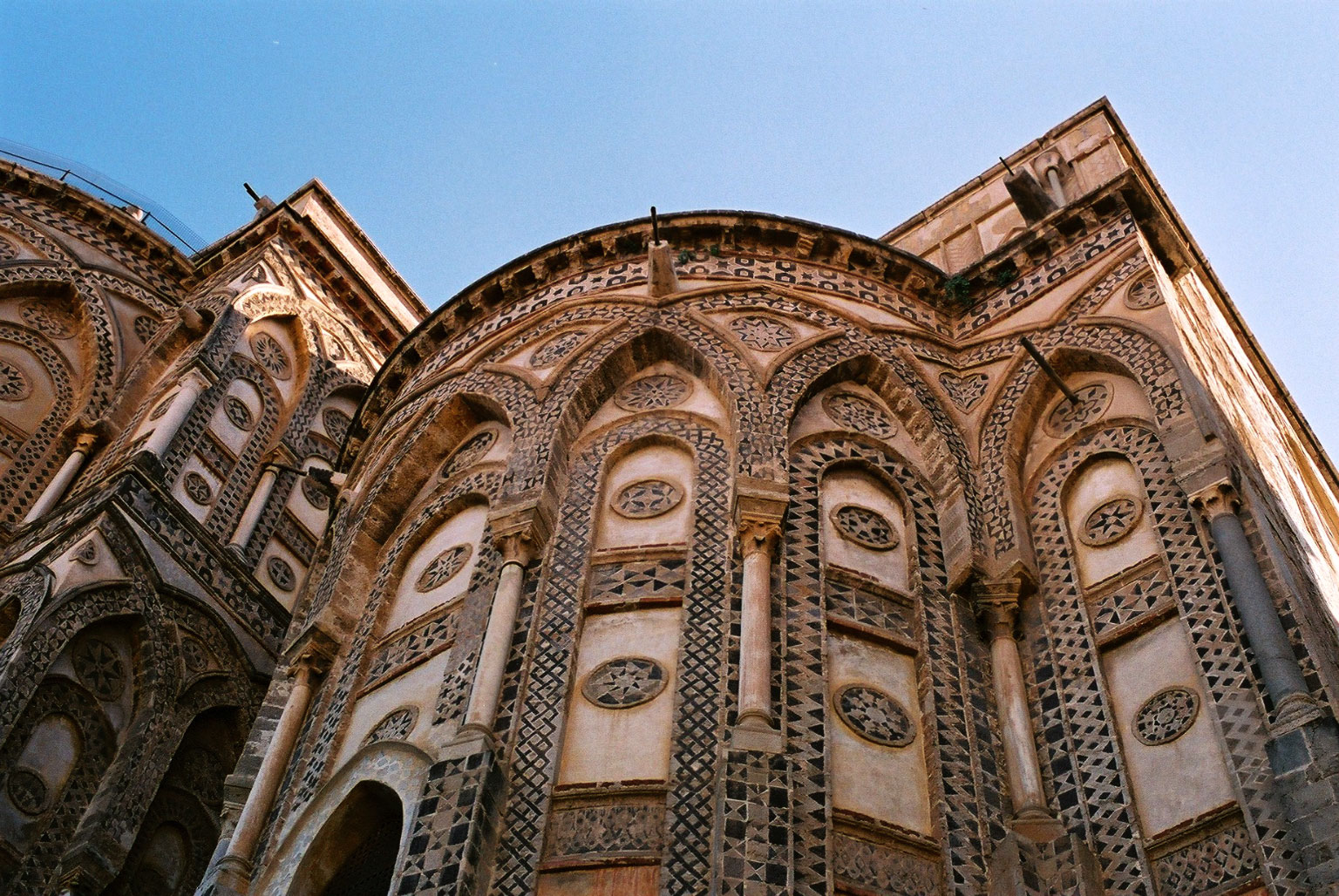
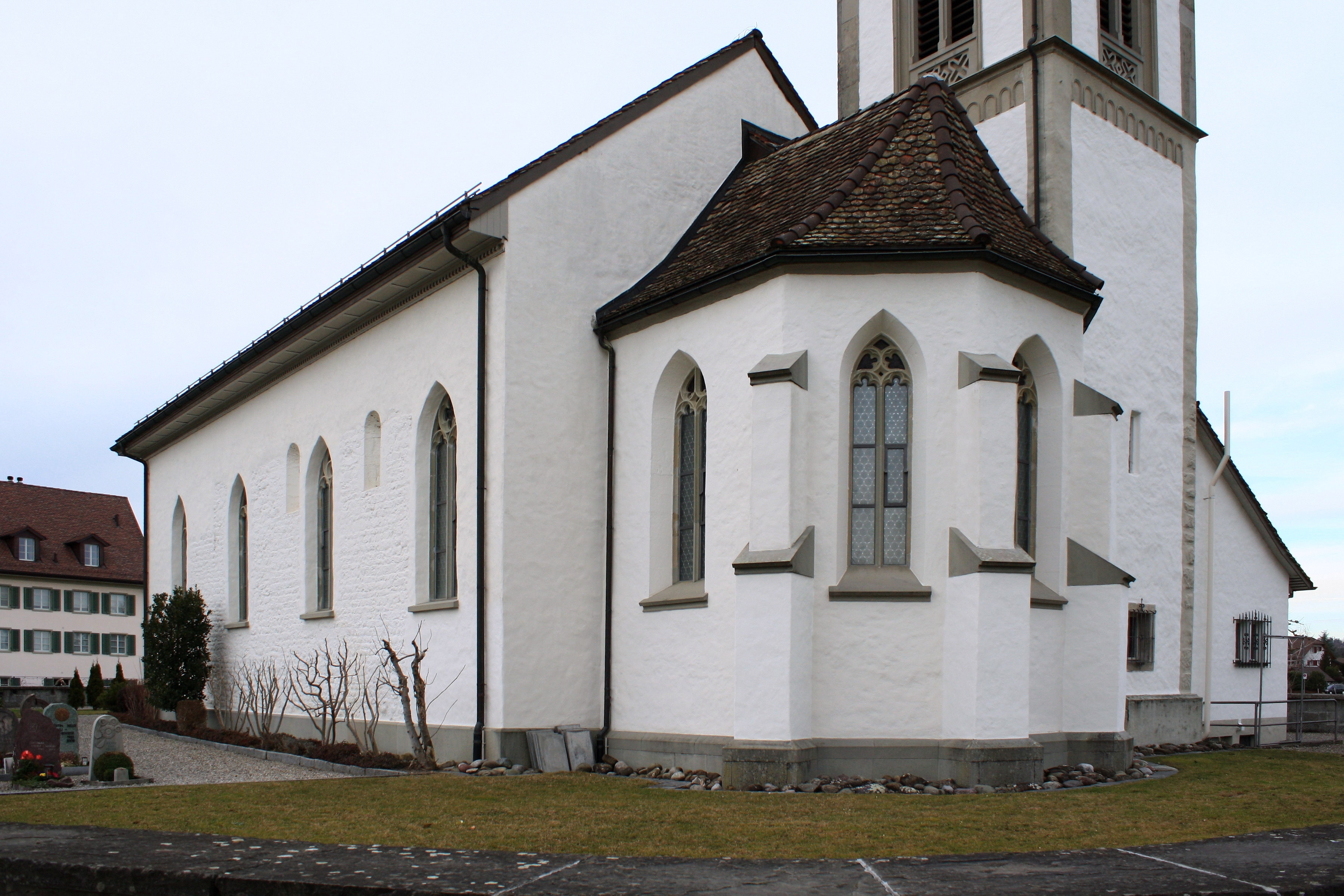
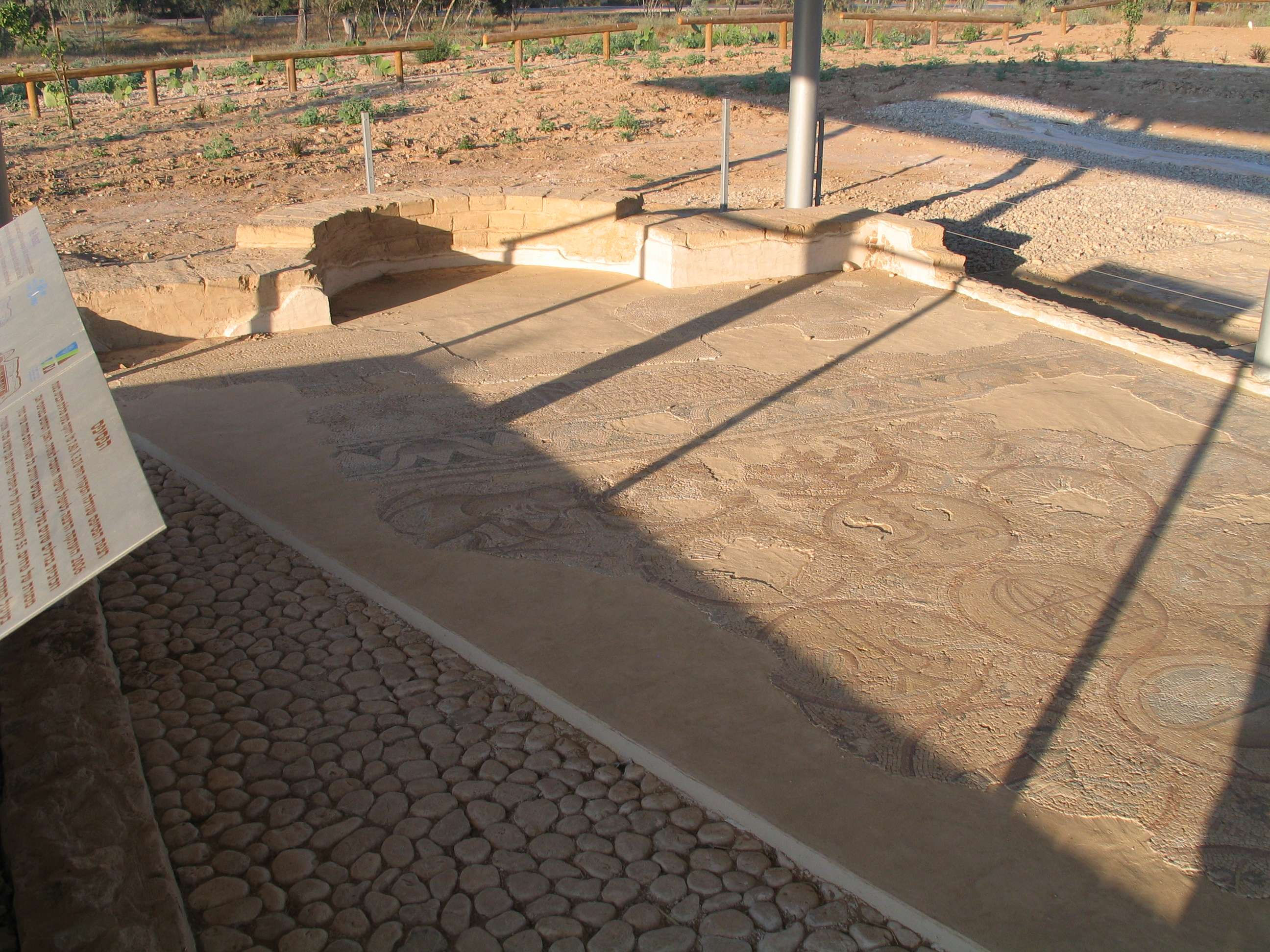
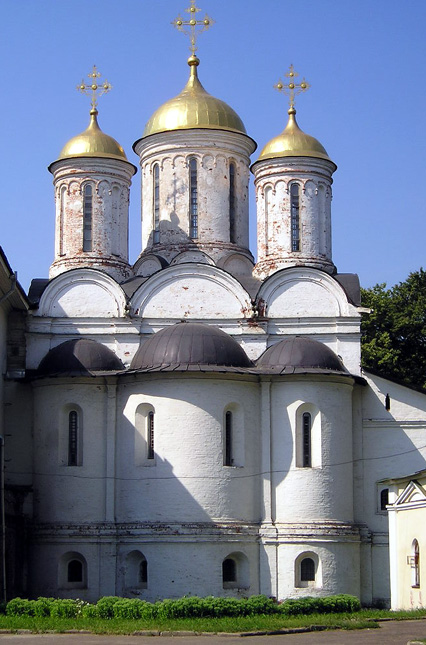